# Dol-Suha
Dol-Suha is een plaats in Slovenië en maakt deel uit van de gemeente Rečica ob Savinji in de NUTS-3-regio Savinjska. De plaats telde 157 inwoners op 1 januari 2020.